# Rathaus (Świebodzice)

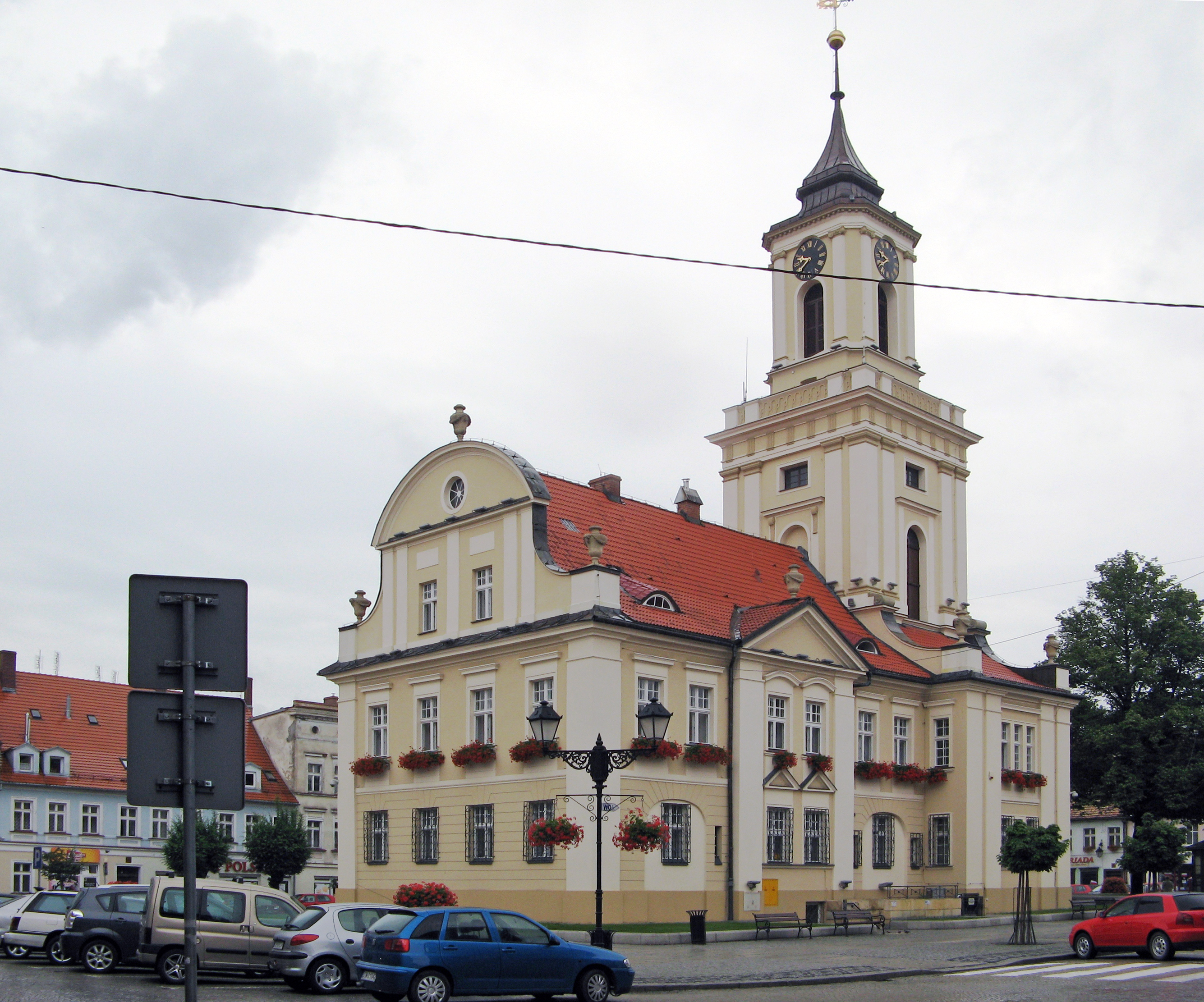
Rathaus Freiburg/Schlesien

Das Rathaus Świebodzice (polnisch Ratusz w Świebodzicach) befindet sich in Świebodzice (Freiburg in Schlesien) im Powiat Świdnicki (Schweidnitz) in der Woiwodschaft Niederschlesien in Polen.

## Geschichte
Über ein Rathaus im Mittelalter gibt es keine Belege, was eine Existenz aber nicht ausschließt. Für 1740–1744, also nach dem Anschluss Schlesiens an Preußen, ist belegt, dass ein Teil des Rathauses als evangelischer Kirchenraum genutzt wurde. Der heutige Bau im Stil des Frühklassizismus entstand 1777–1781 auf Befehl von Friedrich II. nach Plänen von Johann Christian Valentin Schultze (1748–1831). Heute bebergt der Bau Teile der Stadtverwaltung und das Standesamt.

## Bauwerk
In die T-förmige Grundform des Rathauses ist ein massiger, von einer Walmkuppel bekrönter Turm eingefügt, dessen Stockwerke sich nach oben verjüngen. Die Turmuhr von 1886 stammt von der Firma C. Weiss aus Glogau. Die Ecken des Turms, die Fassade, und die Risalite tragen Pilaster.